# No. 4 Commando

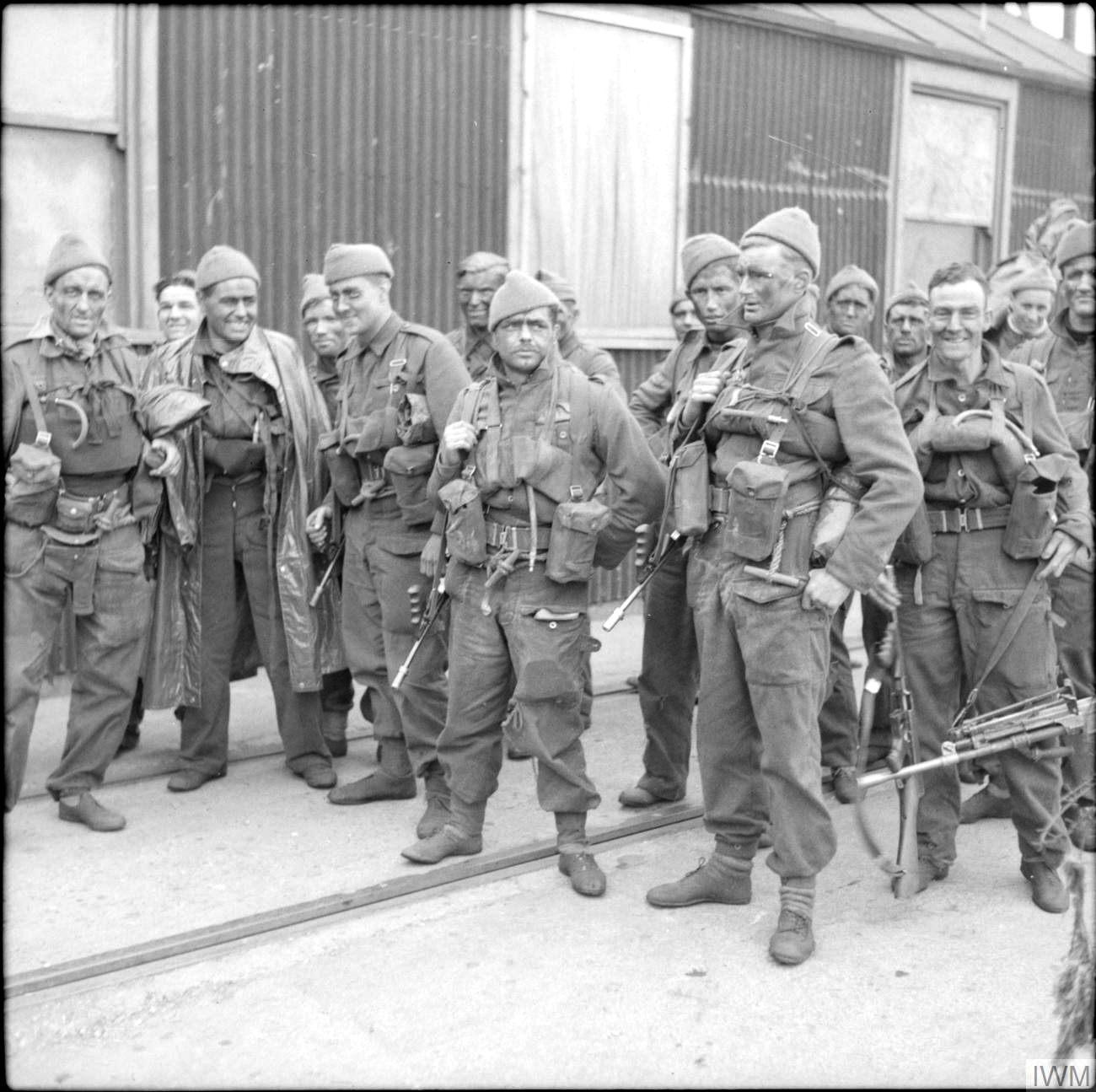
Des membres du No. 4 Commando après le Débarquement de Dieppe en 1942.

Le No. 4 Commando (« Commando no 4 ») est une unité de commandos de l'armée de terre britannique.

## Histoire
De taille d'un bataillon, elle est formée en 1940 au début de la Seconde Guerre mondiale. Bien qu'elle soit créée pour effectuer des raids à petite échelle afin de harceler les garnisons le long de la côte de la zone occupée française, elle est principalement utilisée comme une unité d'infanterie d'assaut hautement qualifiée.
La première opération de l'unité est le raid réussi sur les îles Lofoten en mars 1941 (opération Claymore), les deux opérations suivantes prévues sont annulées et le No. 4 Commando participe à un raid sur la ville d'Hardelot, sur le littoral français en 1942 (opération Abercrombie). Plus tard la même année, le No. 4 Commando est l'une des trois unités de commandos sélectionnés pour le Débarquement de Dieppe (opération Jubilee). Sous le commandement de Lord Lovat, le No. 4 Commando débarque sur le flanc droit des principaux débarquements et détruit avec succès une batterie allemande. C'est la seule réussite de l'opération qui est finalement annulée à la suite de fortes pertes.
Sous la 1st Special Service Brigade, le No. 4 Commando participe au Débarquement de Normandie (opération Neptune) en juin 1944. 
Débarquant sur la plage Sword 30 minutes avant le reste de la brigade, leurs premiers objectifs sont de capturer un bunker et une batterie à Ouistreham. Après l'élimination de ces positions par les commandos, ils rejoignent la brigade en renforçant la 6e division aéroportée au niveau des ponts sur l'Orne, notamment le Pegasus Bridge. Informé qu'ils resteraient en France pour quelques jours seulement, le commando reste en action pendant encore 82 jours, protégeant le flanc gauche de la tête de pont. Pendant cette période, le No. 4 Commando endure plus de 50 % de pertes. Enfin rapatrié en Angleterre en septembre 1944, l'unité est réaffectée à la 4th Special Service Brigade pour la bataille de la chaussée de Walcheren (opération Vitality). À la fin de la guerre, le No. 4 Commando devient une partie de la force d'occupation en Allemagne. Puis en 1946, avec toutes les autres unités de commandos de l'armée britannique, le No. 4 Commando est dissout.